# Постимпрессионизм

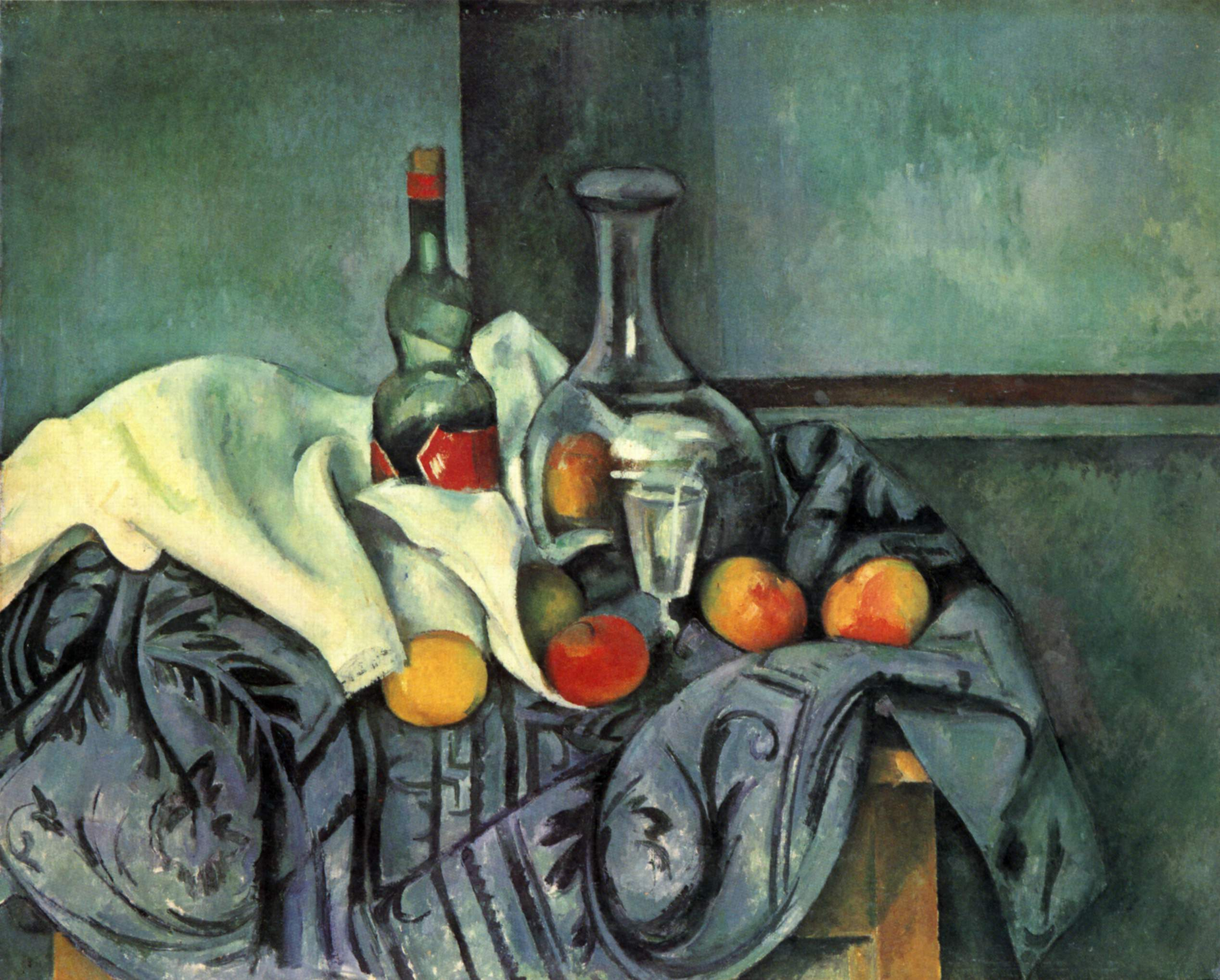
Поль Сезанн. Натюрморт. 1893—1895. Холст, масло. Национальная галерея искусств, Вашингтон

Постимпрессиони́зм (фр. postimpressionisme, от лат. post — после и импрессионизм) — «наименование периода и общее название различных течений в живописи конца XIX — начала XX века, главным образом французской, сложившихся после импрессионизма: дивизионизма, кубизма, орфизма, пуризма, символизма, фовизма, экспрессионизма. Иногда понятие „постимпрессионизм“ определяют уже: исторический период развития французской живописи от последней выставки художников-импрессионистов, состоявшейся в 1886 году, до 1906 года — начала кубизма и фовизма». В иных формулировках: художественное направление, условное собирательное обозначение неоднородной совокупности основных направлений в европейской живописи; термин, принятый в искусствознании для обозначения магистральной линии развития французского искусства.
На самом деле постимпрессионизм не представляет собой определённого художественного направления по причине различных творческих методов и художественных идей его представителей, и даже хронологические границы этого периода чётко не обозначены. Постимпрессионисты Винсент Ван Гог, Поль Гоген, Поль Сезанн, Анри Матисс, Жорж Сёра, Поль Синьяк, Анри де Тулуз-Лотрек в раннем периоде своего творчества сами были импрессионистами, но затем, убедившись в ограниченности метода, исчерпав его живописные возможности, попытались пойти дальше и, прежде всего, преодолеть спонтанность, неясность композиции, утрату целостности формы, объёма и материальности изображаемых предметов.
Для искусства периода постимпрессионизма характерны различные творческие методы и техники, объединённые по сути лишь тем, что они отталкивались от импрессионизма. Тем не менее, они значительно повлияли на последующее развитие изобразительного искусства, став основой многих направлений в живописи авангарда, модернизма и постмодернизма.
Крупные мастера положили начало многим тенденциям изобразительного искусства XX века: произведения Ван Гога предвосхитили появление экспрессионизма, Гоген проложил путь символизму и модерну. При этом многие мелкие течения в живописи, например, пуантилизм, существовали только в данный хронологический период.

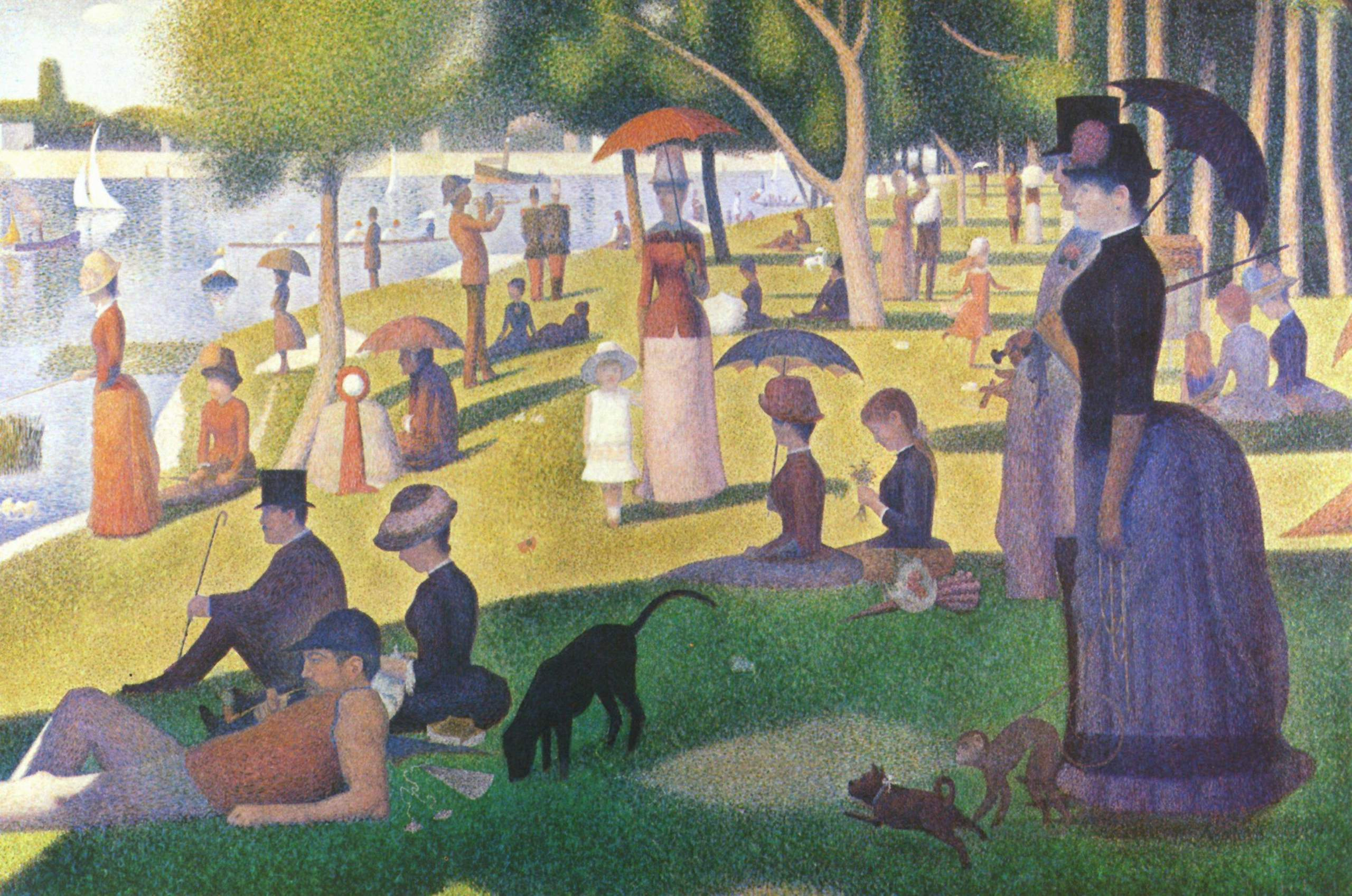
Жорж Сёра. Воскресный день на острове Гранд-Жатт. 1884. Холст, масло. Институт искусств, Чикаго

## Характеристика
Термин «постимпрессионизм» ввёл в обиход английский критик Роджер Фрай, говоря о впечатлении от устроенной им в Лондоне в 1910 году выставке современного французского искусства «Мане и постимпрессионизм» (Manet and the post-impressionists), на которой были представлены работы Ван Гога, Тулуз-Лотрека, Сёра, Сезанна и других художников.

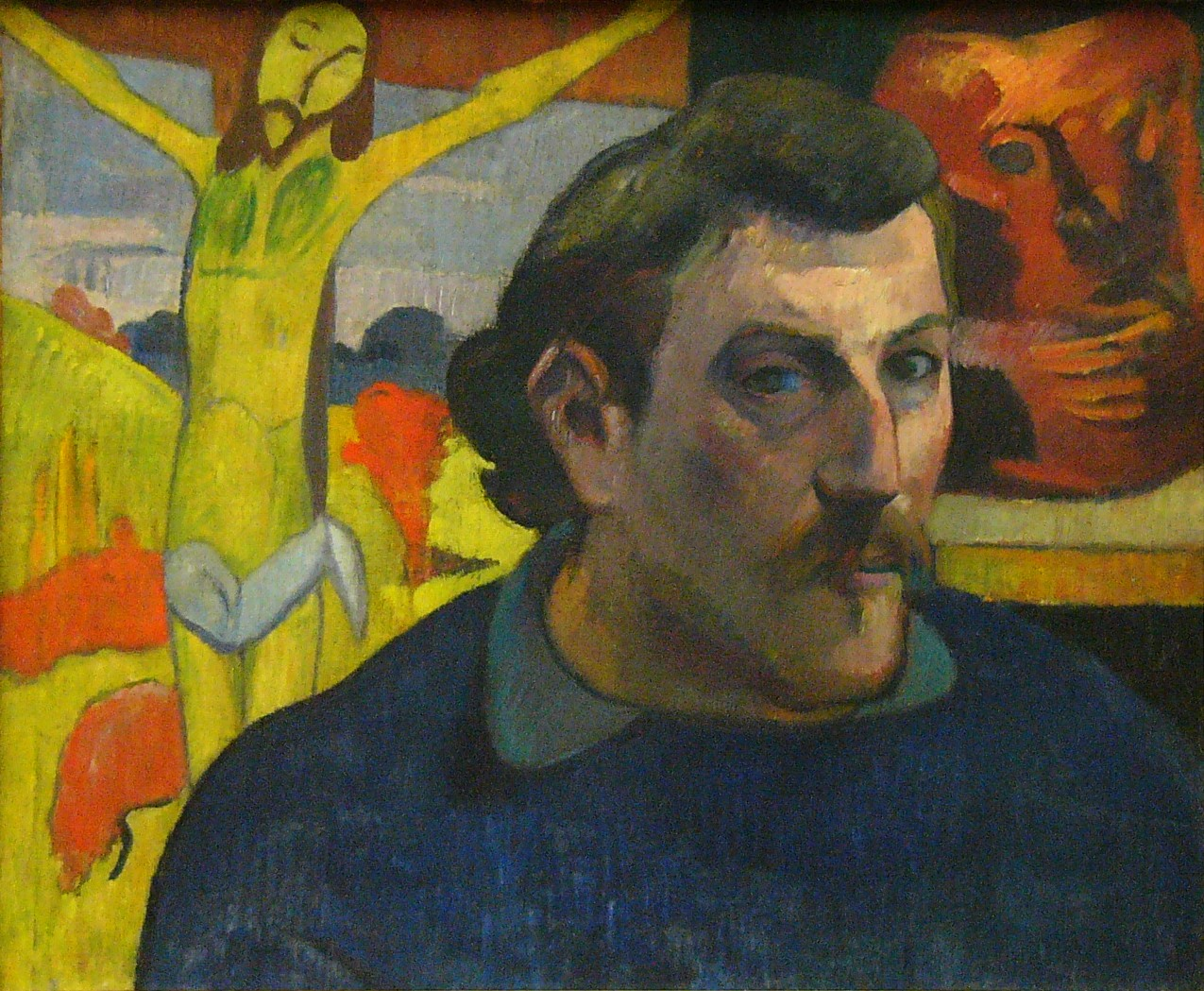
Поль Гоген. Автопортрет. 1889. Холст, масло. Музей Орсе, Париж

Начало постимпрессионизма приходится на кризис импрессионизма в конце XIX века. Тогда, в 1886 году, состоялась последняя выставка импрессионистов, где были впервые показаны работы постимпрессионистов-неоимпрессионистов. Тогда же был опубликован «Манифест символизма» французского поэта Жана Мореаса. Однако некоторое время импрессионизм и постимпрессионизм (несмотря на его название) существовали параллельно, причём постимпрессионизм одновременно и принимал, и отвергал некоторые принципы предыдущего периода истории искусства.

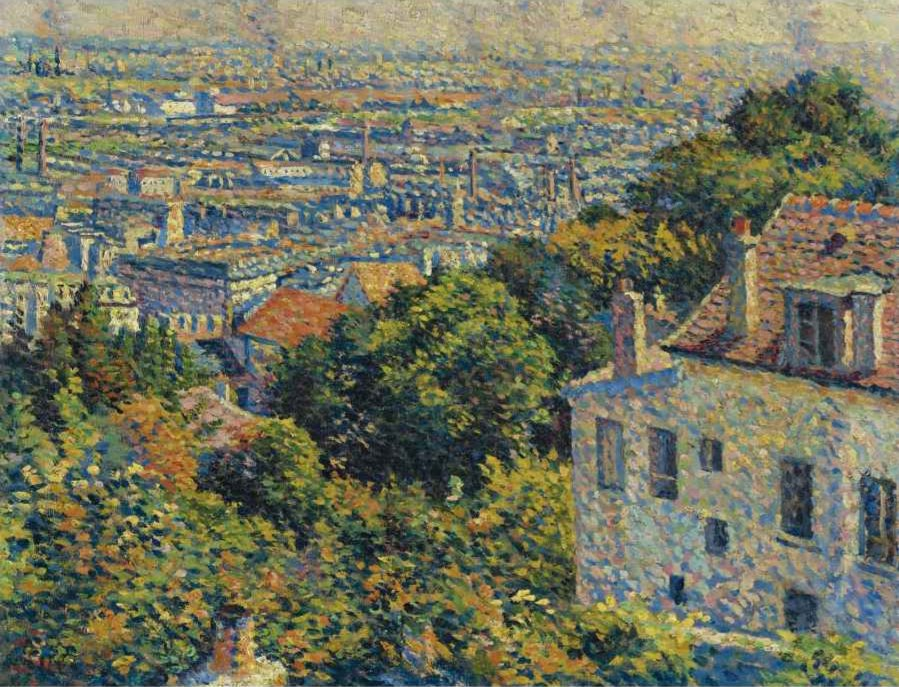
М. Люс. Монмартр, улица Кортот, вид из Сен-Дени. Ок. 1900. Холст, масло. Частное собрание

Будущие художники-постимпрессионисты (многие из которых ранее примыкали к импрессионизму), начали искать новые методы и выразительные средства, которые были бы созвучны эпохе. Желая преодолеть эмпиризм художественного мышления, они отказались от стремления импрессионистов запечатлеть сиюминутность («впечатление»), и принялись осмысливать длительные состояния окружающего мира, стремились запечатлеть длительные, сущностные состояния жизни, причём как материальные, так и духовные. Кроме того, вырос интерес к философским и символическим началам искусства, что также было результатом определённого духовного кризиса европейской культуры этого времени, поисков художниками устойчивых идейно-нравственных ценностей. Тем не менее, художники, ныне объединяемые под термином «постимпрессионисты», не были объединены ни общей программой, ни школой, ни методом.

Винсент Ван Гог. Звёздная ночь. 1889. Холст, масло. Музей современного искусства, Нью-Йорк

«Постимпрессионисты, использовав завоевания импрессионистов, перешагнули тот рубеж, перед которым остановились их предшественники. Каждый из постимпрессионистов, сохраняя жизнеподобие, преодолел непреложный принцип традиционной художественной системы „подражания природе“. Стул и башмаки в картинах Ван Гога, яблоки Сезанна, несмотря на внешнее сходство с реальными предметами, не тождественны им. Они существуют в условном мире искусства, где эти предметы преображаются художником. Цвет, линии, формы становятся выразителями индивидуальности художника, его чувств и мыслей. Постимпрессионисты пошли дальше импрессионистов в отрицании догм, форм, канонов академического искусства. Однако постимпрессионизм неотделим от импрессионизма. Это две фазы периода разложения традиционной академической системы и перехода к искусству 20 в.».

Возникшие новые течения декларативно отказывались от эстетики импрессионизма и реализма. Художники занимались поисками, которые приводили к возникновению различных направлений, из которых и сложился постимпрессионизм: пуантилизм (Жорж Сёра, Поль Синьяк), символизм Гогена и группы «наби» (Морис Дени, Поль Серюзье, Пьер Боннар), создание линейно-живописного строя будущего стиля модерн (Тулуз-Лотрек и др.), принципы Сезанна, и проч. Различные направления и индивидуальные творческие системы активно влияли друг на друга.
Сезанн, например (и его последователи сезаннисты), считал, что задача художника заключается не в фиксации мгновенных впечатлений от действительности, а в глубоком её изучении, выявлении и передаче общих, основополагающих качеств — объёма, структуры, весомости; в интересе вечного монументального характера мира, его устойчивых, непреходящих черт. Его методом было построение контрастами цвета прочной, устойчивой объёмной формы, её обобщение и геометричность, а основой живописи были рисунок, цвет и контрасты.

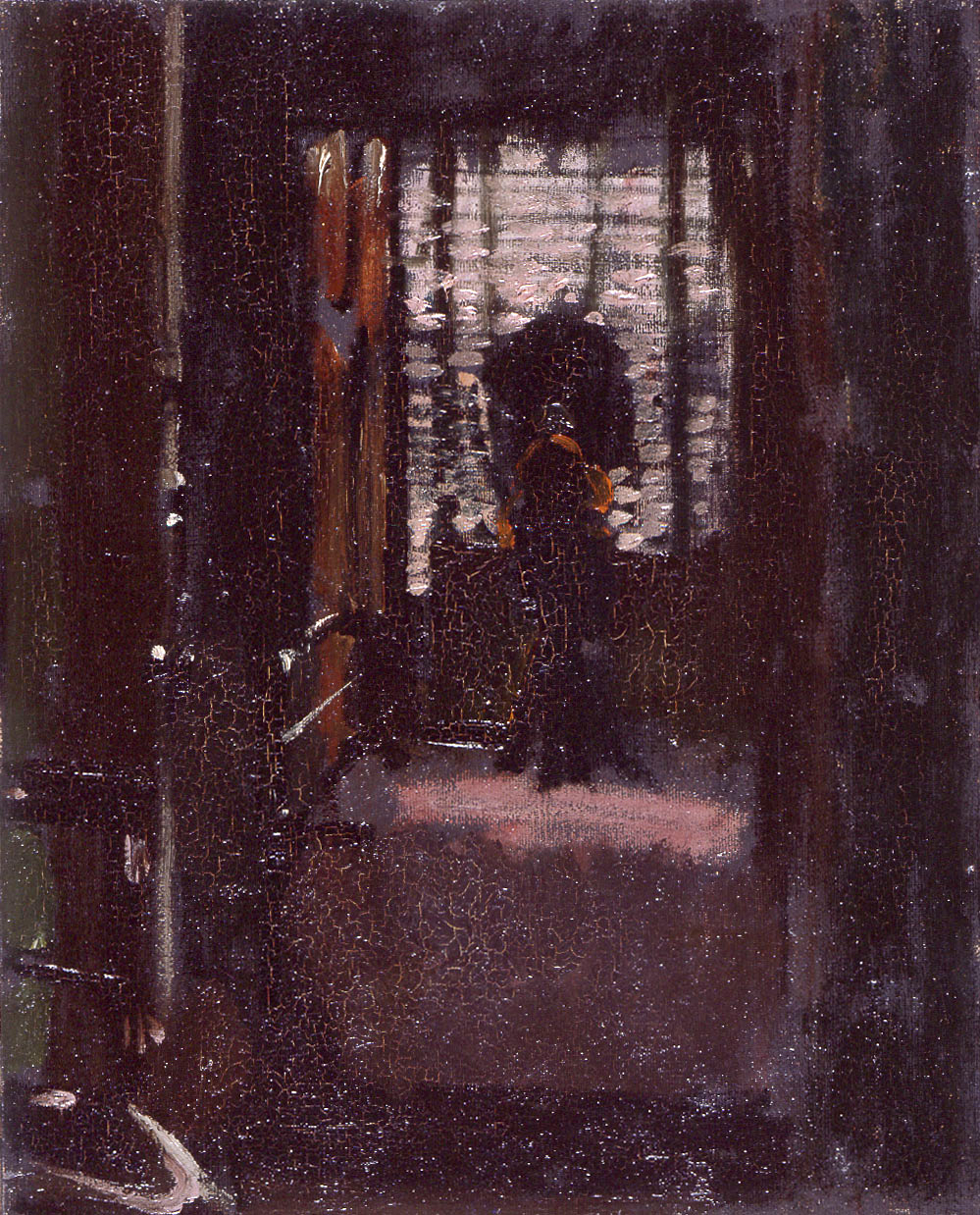
Уолтер Сикерт. Спальня Джека-Потрошителя, около 1907

В Великобритании постимпрессионисты входили с 1911 по 1914 год в творческое объединение «Кэмден Таун». Лидером этой группы был художник Уолтер Сикерт. Широкую известность он получил в конце XIX века изображениями сцен в британском мюзик-холле. Часто на картине были изображены не реальные события, а их отражение в зеркале («Крошка Дот Хетерингтон в Старом Бедфорде»). Для целого ряда его произведений начала XX века характерны шокирующие сюжеты и мрачное безысходное настроение («Спальня Джека-потрошителя», «Убийство в Кэмден-Тауне»). Современники воспринимали его полотна как пугающие и неоднозначные.

## Направления и художники
- Гении-одиночки:
  - Ван Гог
  - Тулуз-Лотрек
  - Сезанн
  - Анри Руссо
- Неоимпрессионизм (Жорж Сёра, Поль Синьяк, Максимильен Люс, Анри Кросс и др.)
- Интимизм
- Пуантилизм
- Клуазонизм
- Синтетизм
- «Наби» (Пьер Боннар, Эдуар Вюйар, Морис Дени, Феликс Валлотон и др.)
- Понт-авенская школа, объединившаяся вокруг Гогена (Эмиль Бернар, Поль Серюзье, Ян Веркаде)
- Модерн